# Nancy Campbell
Nancy Campbell (Exeter, 1978) es una poeta, ensayista, divulgadora, artista y editora británica.

## Biografía
Graduada en Literatura inglesa por la Universidad de Oxford, completó su formación como grabadora tipográfica en Estados Unidos y Canadá. Cuando estuvo en 2010 realizando una estancia en el Museo Upernavik en Groenlandia quedó maravillada por los secretos del hielo y de ahí surgió su primer libro de poesía, Disko Bay (Enitharmon Press, 2015). Desde entonces ha viajado por distintos países, realizando estancias para asistir al Doverodde Book Arts Center (Dinamarca) o al Herring Era Museum en Siglufjörður, Islandia, en busca de conocer los «lenguajes y paisajes del Ártico» más amenazados. Este recorrido ha marcado su creación literaria posterior. Además de Disko Bay, entre sus publicaciones también destaca How To Say ‘I Love You’ In Greenlandic: An Arctic Alphabet (Bird Editions, 2011), donde explora la relación entre entorno natural y lenguaje. En su último libro La biblioteca del hielo. Reflexiones desde el frío (Ático de los Libros, 2020), muestra una historia cultural del hielo para evidenciar la emergencia climática desde una mirada poética. En todas sus obras incorpora su propio trabajo gráfico y prepara ediciones de artista limitadas. También escribe habitualmente en Printmaking Today, el suplemento literario de The Times, Financial Times y The Independent.
Fue nominada al Forward Prize en 2016 y al Michael Murphy Memorial Prize en 2017 con Disko Bay; fue Birgit Skiöld Award en 2013 con How To Say ‘I Love You’ ..., y con La biblioteca del hielo ... resultó ganadora del Premio Ness de la Royal Geographical Society por «la labor de divulgación de la geografía a través de la poesía y la escritura de no ficción que ha hecho la autora».